# Karlovška cesta
Karlovška cesta (deutsch: Karlstädter Straße) ist der Name einer Straße im ehemaligen Stadtteil Jakobs-Viertel, 2. Bezirk  des heutigen Stadtbezirks Center von Ljubljana, der Hauptstadt Sloweniens sowie im Stadtbezirk und Rudnik. Sie ist benannt nach dem historischen Laibacher Stadtteil Karlstädter Vorstadt, den sie durchquert.

## Geschichte
Die Straße wurde zwischen 1860 und 1876 angelegt und verläuft zum Teil über die Trassen der Rosengasse, der Floriansgasse und der Glockengiessergasse des Stadtplans von 1860.

## Lage
Die Straße beginnt als Weiterführung der Zoisova cesta an deren Kreuzung mit Levstikov trg und Zvezdarska ulica. Sie führt dann   am Fuße des Schlossbergs nach Südosten. Mit Überquerung des Gruber-Kanals über die neue Karlstädter Brücke verlässt sie den Laibacher Stadtbezirk Centrum und bildet nun im Stadtbezirk Rudnik die nordöstliche Begrenzung des Botanischen Gartens. Danach geht sie an der Kreuzung mit der Hradeckega cesta in die Dolenska cesta über.  

## Abzweigende Straßen
Die Karlovška cesta berührt folgende Straßen und Orte (von West nach Ost): Unterquerung Rožna ulica, Hrenova ulica, Vožarski pot, Predor pod Gradom und Zvonarska ulica, Tesarska ulica, Janežičeva cesta, Roška cesta und Privoz, Überquerung  Gruberjevo nabrežje, Überquerung Ižanska cesta. 

## Bauwerke und Einrichtungen
Die wichtigsten Bauwerke entlang der Straße sind folgende Einrichtungen:
- Levstik-Platz und St.-Jakobs-Kirche
- Gruber-Palais (Eingang von der Zvesdarska cesta)
- Schlossbergtunnel (Predor pod gradom)
- Villa Samassa
- Botschaft von Kroatien (Eingang Gruberjevo nabrežje)
- Gabriel-Gruber-Denkmal am Gruber-Kanal
- Botanischer Garten